# Røsnæs Sogn
Røsnæs Sogn er et sogn i Kalundborg Provsti (Roskilde Stift), beliggende på Røsnæs.
I 1800-tallet var Røsnæs Sogn et selvstændigt pastorat. Det hørte til Ars Herred i Holbæk Amt. Røsnæs sognekommune blev ved kommunalreformen i 1970 indlemmet i Kalundborg Kommune.
I Røsnæs Sogn findes Røsnæs Kirke.
I sognet findes følgende autoriserede stednavne:
- Bjørnstrup (bebyggelse)
- Bjørnstrup By (bebyggelse, ejerlav)
- Hellesklint (bebyggelse)
- Kongstrup (bebyggelse)
- Kongstrup By (bebyggelse, ejerlav)
- Krogebæk (bebyggelse)
- Nyby (bebyggelse)
- Overbjerg (bebyggelse)
- Overdrevet (bebyggelse, ejerlav)
- Røsnæs (areal, bebyggelse)
- Tvillinggårde (bebyggelse)
- Ulstrup (bebyggelse)
- Ulstrup By (bebyggelse, ejerlav)
- Øvrebjerg (bebyggelse)
- Ågerup (bebyggelse)
- Ågerup By (bebyggelse, ejerlav)